# Salem Zenia
Salem Zenia (Frèha, Província de Tizi n Uzzu, 26 de setembre de 1962) és un periodista, poeta i novel·lista de llengua amaziga.
Va estudiar a l'escola del seu poble natal i més tard a l'Institut masculí d'Azazga. Va estudiar periodisme a través d'un curs a distància. A la primavera de 1980, coneguda posteriorment com la Primavera Amaziga, Salem Zenia va participar en diverses manifestacions com a membre del comitè d'estudiants de la seva regió. Va cursar els estudis de periodisme a distància a l'École Universalis de Liegi, a Bèlgica, on va obtenir el diploma de periodista-reporter a finals de l'any 1981.
Militant de moviments que reivindiquen més autonomia per al poble amazic, viu refugiat a Barcelona. Ha seguit tota l'evolució de la reivindicació amazic, centrant el seu interès en l'acció cultural. L'any 1989 va ser un dels principals redactors de l'informe Cultura i desenvolupament artístic.
Ha treballat com a periodista i ha publicat articles i entrevistes per a diverses publicacions. El 1998 va fundar el seu propi diari Racines/Iz'uran, orientat a la promoció de la llengua amazic i el 15 de juliol de 2005 va rebre un diploma d'honor de l'associació Tamazgha a París per la seva aportació a la literatura en amazic. L'any 2011 el PEN Català li atorgà el Premi Veu Lliure per la seva dedicació a la llengua i la cultura amazigues i la seva militància en la causa berber.

## Obra literària
A banda de col·laboracions periodístiques, Salem Zenia ha publicat articles i entrevistes a diaris del seu país, com L'objectif démocratique, i poemes a la revista Awal.
La seva primera obra literària Les rêves de Yidir (Tirga n Yidir=Els somnis de Yidir) (1993) és un recull de poemes bilingüe amazic-francès.
L'any 1995 publica la seva primera novel·la Tafrara (L'alba). Es tracta de la sisena novel·la de la literatura amaziga enterament escrita en aquesta llengua. L'obra descriu la societat de la Cabília durant els anys 80 i, segons el mateix autor, té trets autobiogràfics.
L'any 2003 publica Ighil d wefru, enterament en llengua amazic: es tracta d'una història tràgica que es desenvolupa a Algèria, destrossada per la guerra, on s'enfronten diferents ideologies.
El llibre Tifeswin (Primavera) és un recull de poemes publicat el 2004. Es tracta d'un homenatge a totes les primaveres que anuncien una nova era de llibertat i d'amor i d'un crit contra la injustícia, contra la dictadura del pare, dels ancians i de tots els poders legitimats.
Salem Zenia refusa d'escriure en una altra llengua que no sigui la llengua amaziga. La seva contribució a la promoció d'aquesta llengua és la seva utilització en la literatura. Pel que fa al lèxic, recorre a les paraules dels altres dialectes amazics.